# イニゴ・デ・ラ・セルナ
イニゴ・デ・ラ・セルナ・エルナイス（バスク語: Íñigo Joaquín de la Serna Hernáiz、1971年6月10日 - ）は、スペイン・ビスカヤ県ビルバオ出身の政治家。国民党 (PP) 所属。2007年から2016年までサンタンデール市長を務めた。2016年から2018年までスペイン政府第2次ラホイ内閣で勧業大臣を務めた。

## 経歴

### 政治家転身前
1971年にビスカヤ県ビルバオに生まれたが、その後の人生の大部分をカンタブリア州サンタンデールで暮らしている。サンタンデールのサン・アグスティン学院で学び、アメリカ合衆国オハイオ州で交換留学生として大学オリエンテーションコースを過ごした。その後は地元のカンタブリア大学土木工学校で学び、土木工学の学位を取得した。大学卒業後にはエンジニアとして働いた。

### 政治家転身後
1999年にはカンタブリア州政府環境評議会の主任に任命された。2003年にはサンタンデール市環境・水道・海岸部門に勤務し、同年のサンタンデール市議会議員選挙で当選した。2004年には国民党(PP)カンタブリア州支部の副支部長に選出された。

#### サンタンデール市長
2007年のサンタンデール市議会議員選挙には候補者名簿筆頭（市長候補）として臨んで当選した。国民党は27議席のうち過半数の15議席を獲得し、36歳のデ・ラ・セルナがサンタンデール市長に選出された。1995年に30歳でトレド市長に当選したアグスティン・コンデに続いて、県都の自治体としては歴代2番目の若さで就任した市長となった。2011年のサンタンデール市議会議員選挙でも候補者名簿筆頭として臨み、国民党は27議席のうち過半数の18議席を獲得、デ・ラ・セルナは市長に再選された。
デ・ラ・セルナはサンタンデールのスマートシティ化（スマートサンタンデール）を進め、中心市街地へのボティン芸術文化センターの建設にも取り組んだ。2012年7月にはスペイン地方自治体連盟の代表に選出された。2015年のサンタンデール市議会議員選挙でも候補者名簿筆頭として臨み、国民党は27議席のうち13議席を獲得に終わったが、他政党との合意のおかげでデ・ラ・セルナは市長に再選された。この年の地方自治体議会議員選挙では国民党の凋落が著しく、サンタンデールで国民党が得た40%という得票率は、県都の自治体としてはもっとも高かった。2015年6月には欧州自治体・地域協議会(CEMR)の会長に選出された。

#### スペイン政府勧業大臣
2016年11月4日には、スペイン政府第2次ラホイ内閣の勧業大臣に就任した。デ・ラ・セルナは2013年7月に起こったサンティアゴ・デ・コンポステーラ列車脱線事故の議会内捜査委員会の設置を支持してしたが、勧業大臣就任後には捜査委員会の設置を拒否した。